# Institucionalización (empresa)
La institucionalización de una empresa lleve un buen funcionamiento a partir de modelos los cuales tienen características que los identifican, sin embargo en general, institucionalizar comparte los ideales de saber delegar trabajo, compartir valores en la empresa, mantener ciertos procedimientos, tener prioridades, trabajo en equipo, más tiempo y experiencia, un crecimiento y utilidades.

## Papel del dirigente
Debe ser una dirección basada en el sentido común, la empatía de entender a otros (clientes, trabajadores, proveedores), delegar tomas de decisiones con otros trabajadores o miembros de la organización, confiar y respetar el tiempo e ideas de sus subordinados, tener habilidades, adquirir más, probarlas, confrontarlas, ejercerlas y cuidarlas para contribuir a la organización. Debe integrar las actividades de planeación, organización, ejecución y control. La adquisición del conocimiento por la organización y por sus empleados y compañeros de trabajo, con fin de un autodesarrollo e innovación. El líder de una empresa siempre debe tener planes de mejora continua, medir gestión gerencial y desempeño de la organización, debe generar el hábito de reunirse con el equipo gerencial para compartir dichas actividades.

### Valores
Para que todo el esfuerzo de la organización y su líder sea fructífero, es conveniente revisar los valores que desea inculcar la empresa y ser capaz de predicar con el ejemplo y exigirlo a los demás.
Seguridad y disciplinaRespeto, cumplimiento, seguridad integral, entorno social.
Orden y limpiezaOrganizados en trabajo y acciones, orden en las instalaciones, presentación limpia. (Persona, trabajo y lugar).
EfectividadSer consistente, hacer bien las cosas.
GenerarRentabilidad atractiva, alta competitividad, oportunidades de desarrollo para el personal.
CalidadExperiencia, saber lo que se hace, satisfacer necesidades del cliente.
ServicioBuscar satisfacer al cliente. Respeto y honestidad. Servir al cliente.
ConductaSencillez, precisión, respetar necesidades, tiempos y calidad de vida.
Compromiso y responsabilidadAmbiente de confianza y credibilidad, seguridad, actitud dinámica y creativa. Asumir deberes y obligaciones para la cooperación y mejoramiento.
ConfianzaBase fundamental del trabajo en equipo. Proyectar seguridad y confianza dentro de la organización. Congruencia de objetivos.
Crecimiento y desarrolloBuscar un crecimiento sano y sustentable basado en el desarrollo de su gente y las buenas relaciones con el cliente.

### Liderazgo situacional
El liderazgo situacional permite el análisis de la situación y evaluación de las necesidades para que se utilice el estilo que se acomode a la realidad presente. Este modelo tiene en cuenta para su aplicación las capacidades de los empleados en sus áreas de trabajo y su compromiso con la misma.